# Didier Sali Hilé

 Didier Sali Hilé  est un joueur camerounais de volley-ball né le 9 juin 1991 à Waza. Il mesure 1,92 m et joue réceptionneur-attaquant. Il est international camerounais. Il arrive en France à Cannes en 2011 et y passe trois saisons; il est blessé, rentre au Cameroun et arrête sa carrière, il revient en France fin 2016 au club d'Amiens.

## Clubs
| Club                         | De        | À         |
| ---------------------------- | --------- | --------- |
| FAP Yaoundé                  | 2009-2010 | 2009-2010 |
| AS Cannes                    | 2011-2012 | 2013-2014 |
| Amiens Métropole Volley-Ball | 2016-2017 |           |

## Palmarès
- Championnat d'Afrique
  - Finaliste : 2011

- Jeux africains (2)
  - Vainqueur : 2011 et 2019